# Gare de Jiashan-Sud
La gare de Jiashan-Sud est une gare ferroviaire chinoise de la LGV Shanghai - Hangzhou, située au sud du district de Jiashan, sous la juridiction de la ville préfecture de Jiaxing, dans la province de Zhejiang.

## Situation ferroviaire
Établie à 5 mètres d'altitude, la gare de Jiashan-Sud est située au point kilométrique (PK) 67 de la LGV Shanghai - Hangzhou, entre les gares de Jinshan-Nord et de Jiaxing-Sud.

## Service des voyageurs

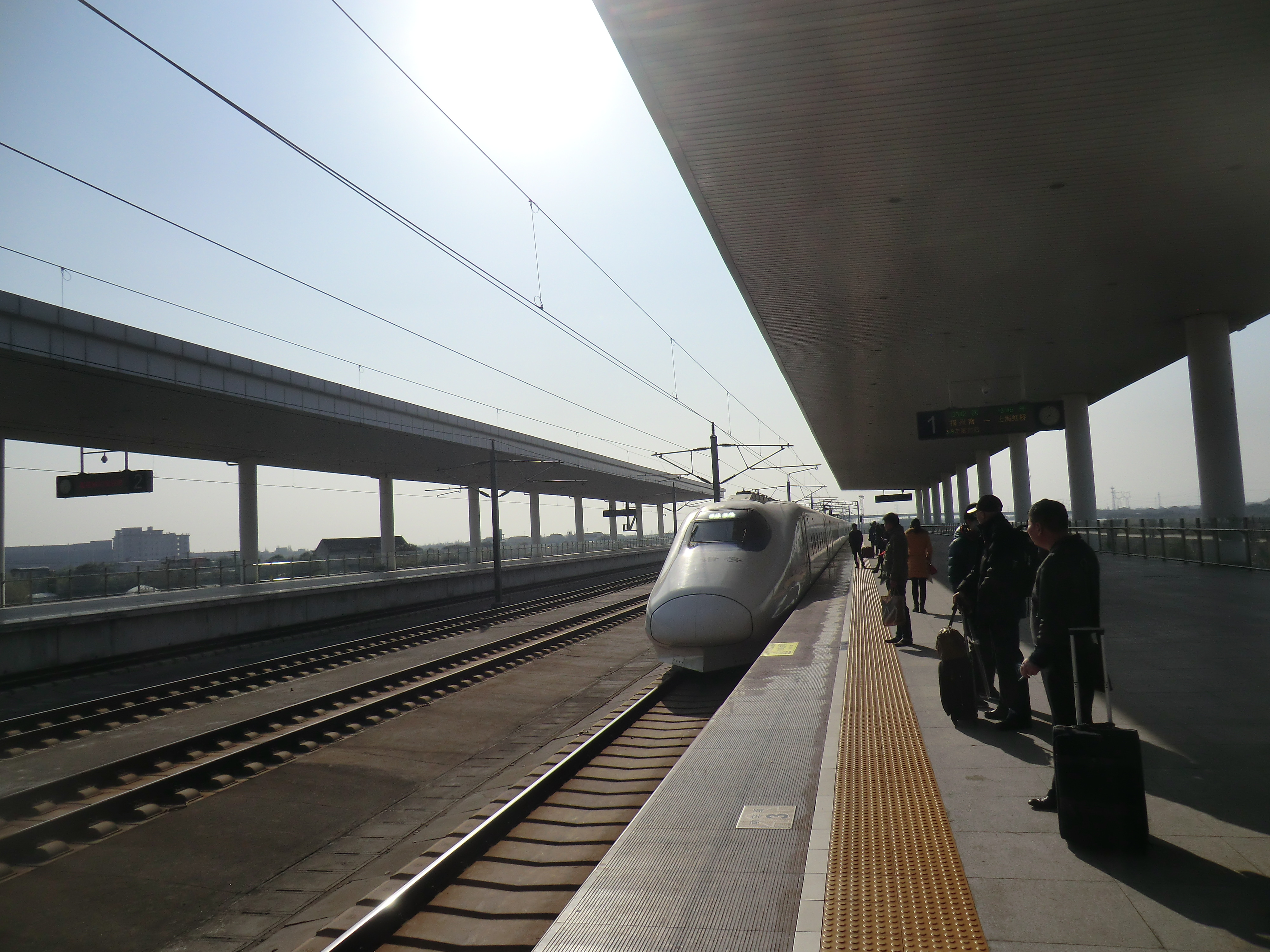
Voies, quais et train à grande vitesse.